# Peter Benenson
Peter James Henry Solomon Benenson (31. července 1921 – 25. února 2005) byl anglický právník a zakladatel lidskoprávní organizace Amnesty International.

## Život
Jediný syn Harolda Solomona a Flory Benensové se narodil v Londýně. Jeho otec, vojenský úředník, zemřel, když Benensovi bylo 9 let. V šestnácti letech pomáhal se spolužáky založit fond pro děti, které osiřely díky španělské občanské válce.
Před druhou světovou válkou začal studovat Univerzitu v Oxfordu, poté studium přerušil a v letech 1941 až 1945 pracoval v Bletchley Park, britském centru pro „luštění“ šifer. V tomto období poznal i svoji první ženu, Margaret Anderson. Po demobilizaci v roce 1946 začal Benenson praxi jako advokát, stal se členem Labour Party a neúspěšně kandidoval ve volbách. Byl jedním z britských právníků, kteří založili organizaci JUSTICE, která se zabývá lidskými právy a reformou práva. V roce 1958 konvertoval k římskokatolické církvi. Následujícího roku onemocněl a odstěhoval se do Itálie kvůli rekonvalescenci.
V roce 1961 byl Benenson šokován a rozzloben článkem v novinách, ve kterém stálo, že dva portugalští studenti z města Coimbra byli odsouzeni k sedmi letům vězení za to, že si připili na svobodu (to se stalo během diktátorského režimu Antonia de Oliveiry Salazara). Napsal Davidu Astorovi, redaktorovi Observeru.
28. května vyšel Benensonův článek „Zapomenutí vězni“, který žádal čtenáře, aby psali dopisy vyjadřující podporu studentům. Ke koordinaci takovýchto kampaní psaní dopisů byla založena v červenci v Lucemburku organizace Amnesty International. Na prvním setkání byl Benenson a dalších 6 lidí. Odezva na článek byla ale tak ohromná, že během roku se skupiny píšící dopisy zformovaly ve více než deseti zemích.
Zpočátku byl Benenson jmenován generálním tajemníkem AI. Kvůli zdravotním problémům ale v roce 1964 odstoupil. Poté se stal poradcem prezidenta Mezinárodního výboru. V roce 1966 začal ostatní členy výboru obviňovat, že jejich vedení je nesprávné. Šetření bylo zakončeno v Dánsku v roce 1967; obvinění byla odmítnuta a Benenson vystoupil z AI.
Ačkoli Benenson poté již v organizaci nebyl znovu aktivní, usmířil se osobně s jinými lidmi z výboru. Zemřel v roce 2005 v Oxfordu ve věku 83 let.